# 桑迪亞
桑迪亞（西班牙語：Sandia），是秘魯的城鎮，位於該國東南部普諾大區，是桑迪亞省的首府，海拔高度2,178米，該省份人口密度每平方公里5.24人，2005年城鎮人口3,411。
14°14′S 69°26′W / 14.233°S 69.433°W